# Dynia zwyczajna

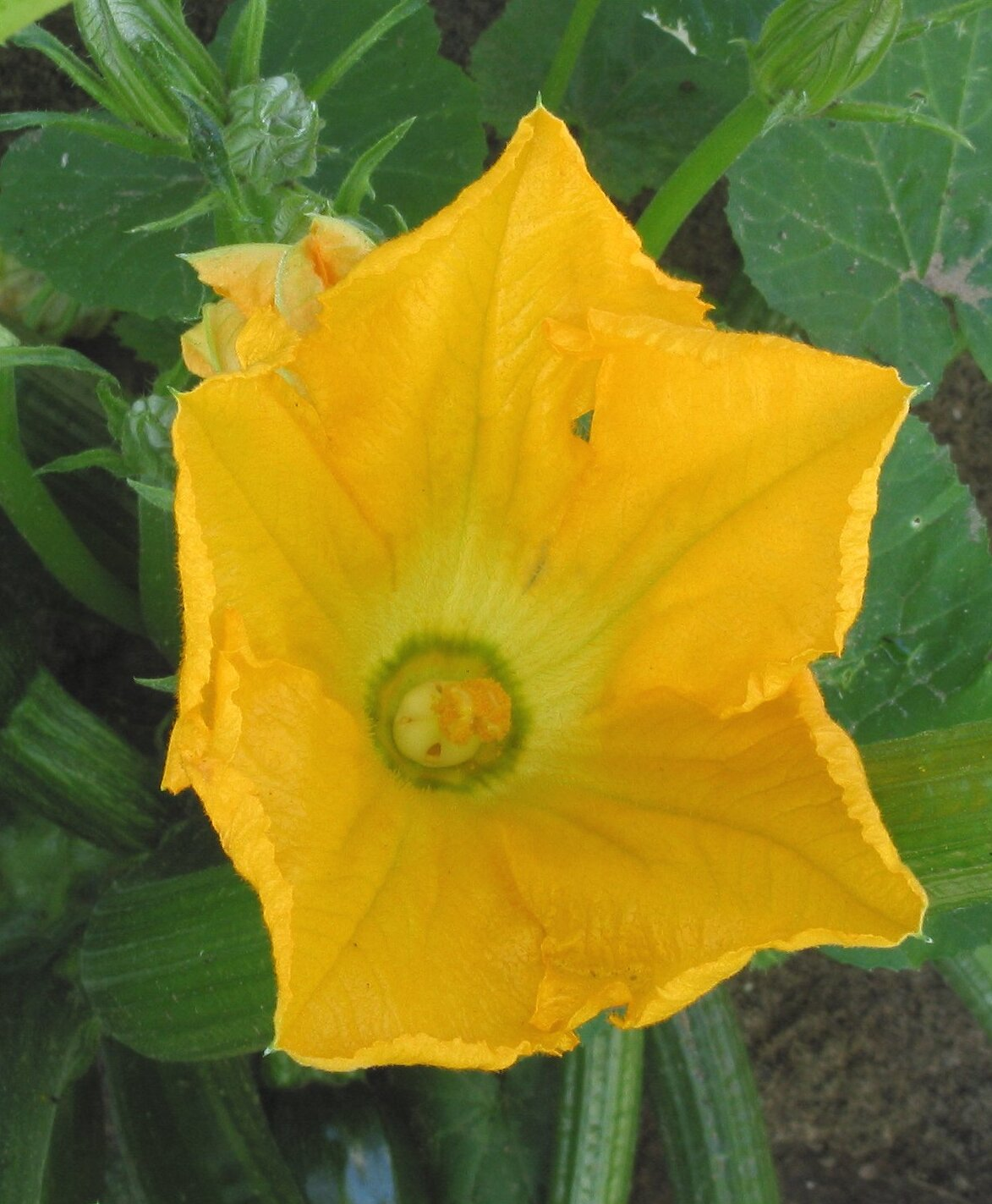
Kwiat męski

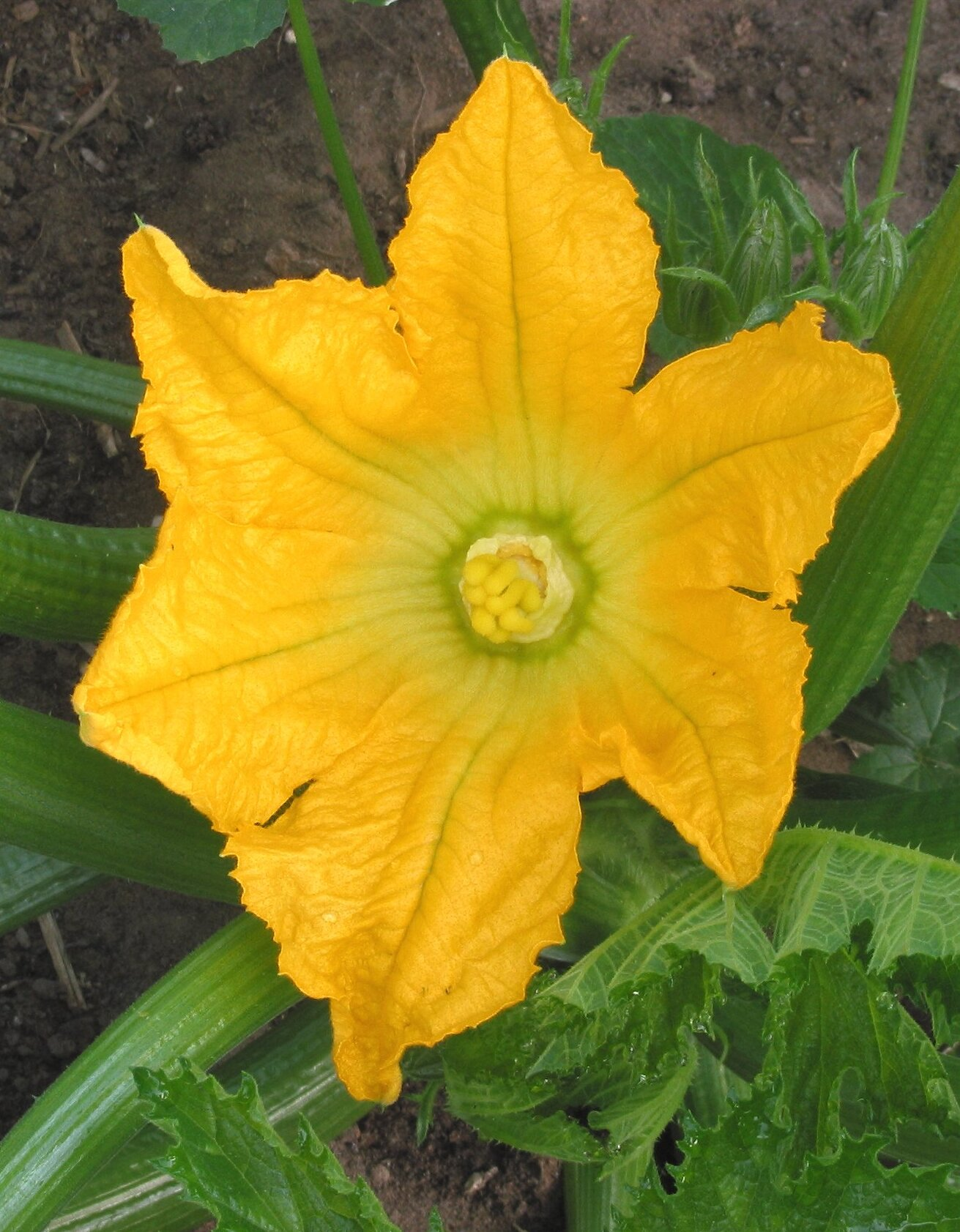
Kwiat żeński

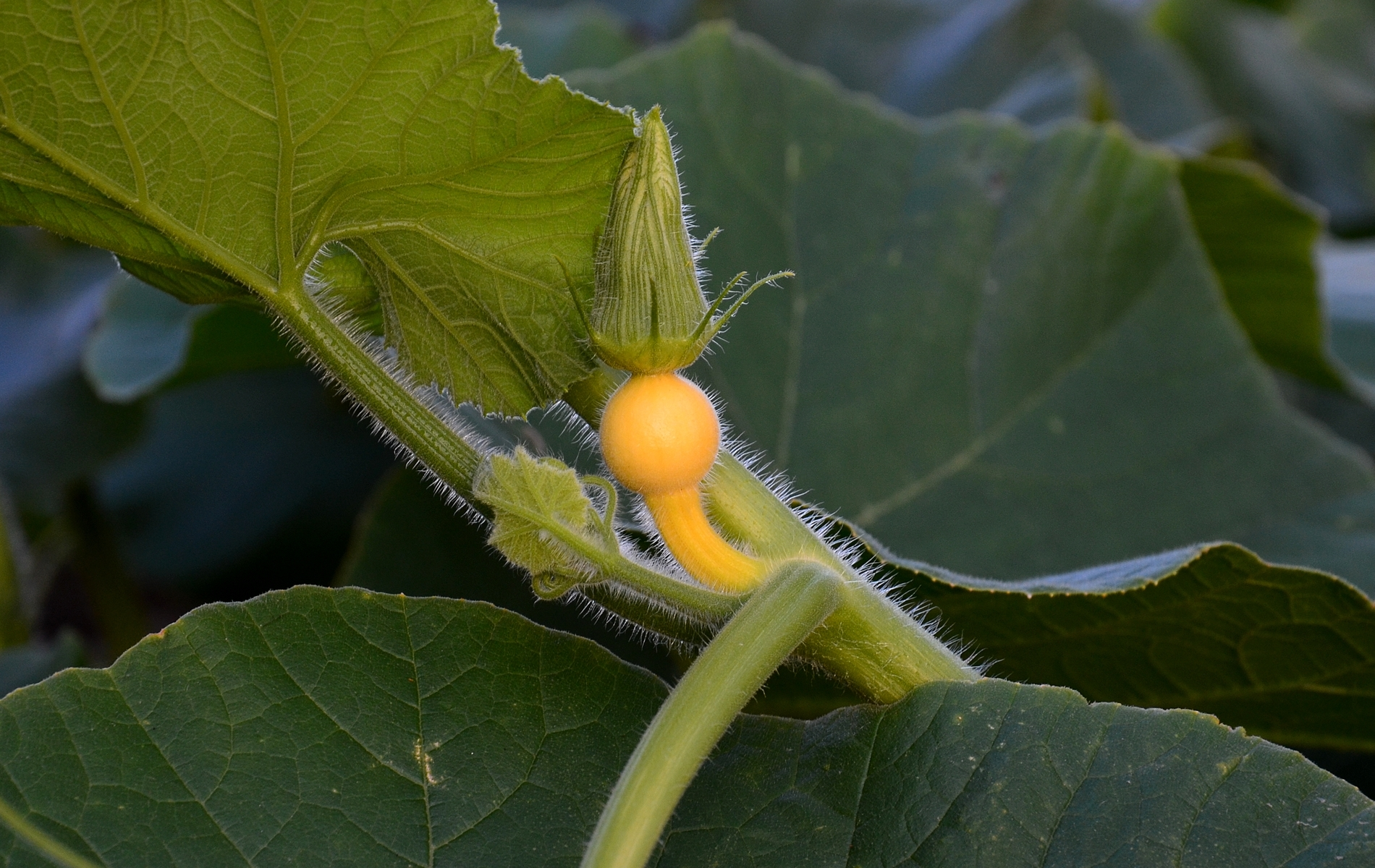
Młody owoc

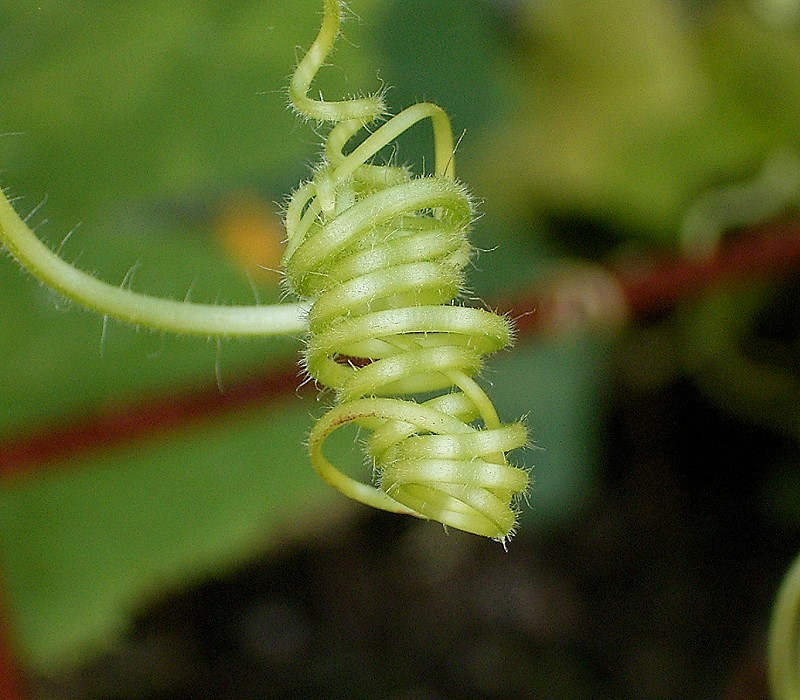
Wąs czepny

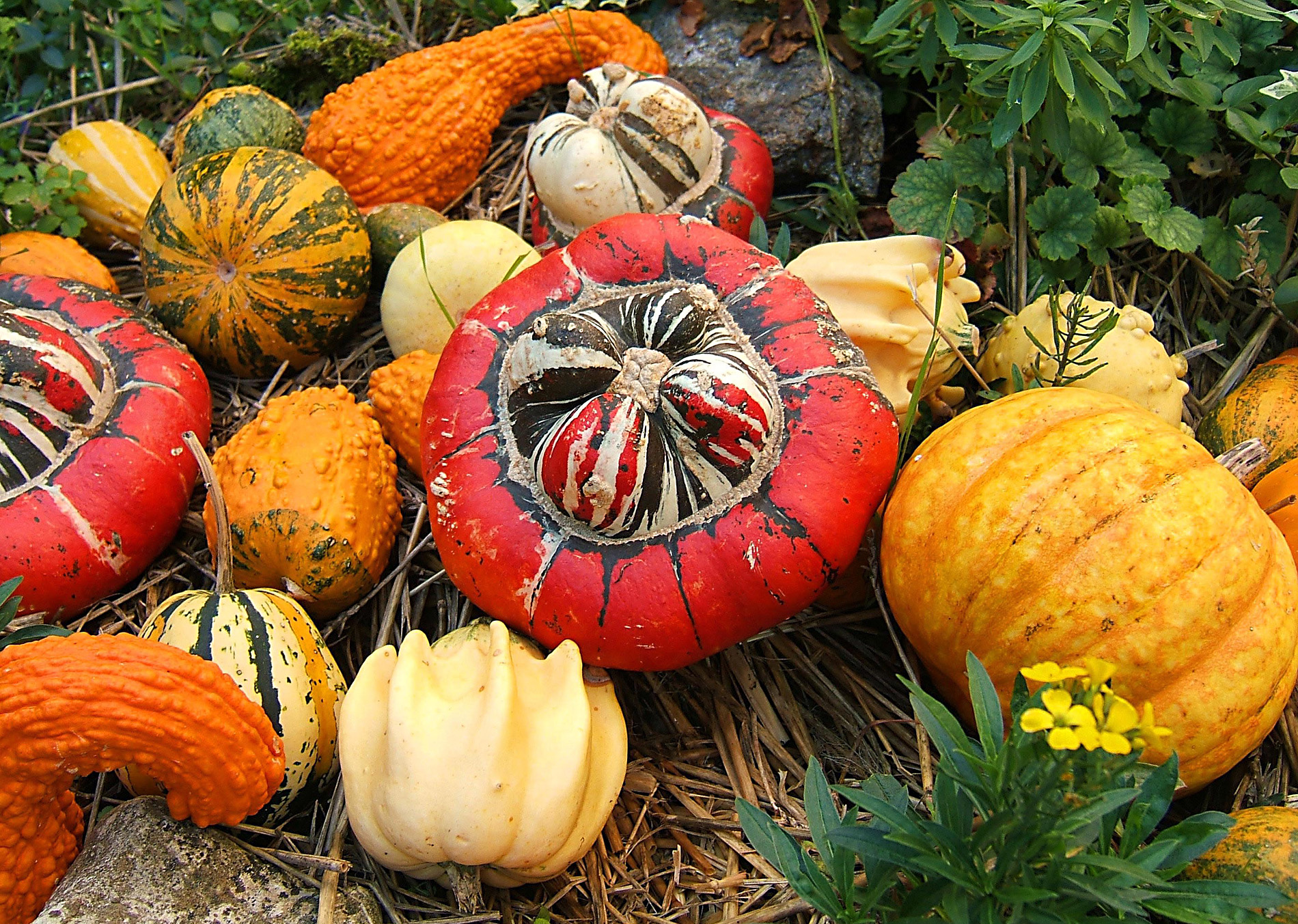
Owoce odmian ozdobnych

Dynia zwyczajna (Cucurbita pepo L.) – gatunek rośliny jednorocznej z rodziny dyniowatych. Pochodzi z Ameryki Środkowej i południowych stanów USA. W Polsce jest uprawiana, czasami (rzadko) przejściowo dziczeje (efemerofit).

## Morfologia
ŁodygaPłożąca się lub pnąca o długości do 10 m, owłosiona z rozgałęzionymi wąsami czepnymi. U niektórych odmian łodyga krótka, wzniesiona.
LiścieUlistnienie naprzemianległe, liście duże, sercowate, 5-klapowe, z tępymi zatokami. Mają owłosione brzegi.
KwiatyRozdzielnopłciowe, roślina jednopienna o bezwonnych kwiatach. Kwiaty żeńskie wyrastają pojedynczo, mają dzwonkowaty 5-ząbkowy kielich, dużą lejkowatą 5-łatkową koronę i 1 słupek. Kwiaty męskie wyrastają pęczkami w kątach liści, mają 5 zrośniętych pręcików. Kwitnienie od czerwca do września.
OwocJagoda. Duża, kulista, gruszkowata, cylindryczna lub dyskowata (w zależności od odmiany), z zewnątrz okryta twardą grubą skorupą, wewnątrz mięsista, o średnicy do 40 cm, koloru zielonego, żółtego lub pomarańczowego. Miąższ włóknisty z licznymi, białawymi nasionami. Owoce wyrastają na kanciastych, twardych szypułkach, co różni ten gatunek od dyni olbrzymiej.
KorzenieDobrze rozwinięte, ale płytkie. Z pędów wyrastają korzenie przybyszowe, które przyczepiają pędy do podłoża.

## Systematyka
Zbigniew Podbielkowski dzieli odmiany dyni zwyczajnej na następujące grupy:
- Cucurbita pepo convar. microcarpina Greb. – odmiany ozdobne, o licznych drobnych owocach.
- Cucurbita pepo convar. pepo L. – odmiany o dużych, owalnych owocach, jadalne, oleiste.
  - dynia makaronowa
- Cucurbita pepo convar. giromontiina Greb. – odmiany o owocach silnie wydłużonych, jadalnych.
  - kabaczek (cukinia)
  - odmiana oleista Cucurbita pepo var. oleifera Pietsch.
- Cucurbita pepo convar. patissonina Greb. – odmiany o owocach spłaszczonych, jadalnych, tzw. patisony.

## Zastosowanie
- Roślina uprawna. Jest uprawiana głównie jako warzywo i roślina paszowa. Znajduje się w rejestrze roślin uprawnych Unii Europejskiej. Jest to jedna z najstarszych roślin uprawowych Nowego Świata. Jej nasiona znajdowały się w grobowcach meksykańskich sprzed 10 000 lat. Indianie jeszcze przed przybyciem Krzysztofa Kolumba uprawiali ją w wielu odmianach, głównie w celach spożywczych, ale również jako roślinę leczniczą, według Jonathana Robertsa wzdłuż wschodniego wybrzeża Ameryki Północnej aż po Kanadę. Rdzenni mieszkańcy rejonu andyjskiego uprawiali ją od ok. 4000 lat. p.n.e. Do Europy sprowadzili ją Hiszpanie w XVI w.[7]
- Roślina lecznicza:
  - Surowiec zielarski: nasiona Semen Cucurbitae zawierają m.in. kukurbitacyny, fitosterole, glikozydy, pepenozyd, alkaloid. Są bardzo bogatym źródłem aminokwasów (arginina 3,504 g; kwas asparaginowy 2,156 g; kwas glutaminowy 3,756 g; izoleucyna 1,095 g; fenyloalanina 1,061 g; walina 1,713 g; leucyna 1,808 g; alanina 1,009 g na 100 g), fosforu, żelaza, cynku, a także β-Karotenu (0,228 mg na 100 g)[8].

W surowym owocu znajdują się znaczne ilości β-Karotenu (2,974 mg na 100 g) oraz witaminy A (0,496 mg).
- Sztuka kulinarna: Miąższ owoców dyni można spożywać utarty drobno jako dodatek do surówek, bądź po ugotowaniu jako dodatek do mięs, albo przerobiony na dżem. Z kwiatów dyni można przyrządzać sałatki[potrzebny przypis].
- Niektóre odmiany są uprawiane jako rośliny ozdobne (tzw. dynia ozdobna).

## Uprawa
Uprawiana jest z nasion. Roślina światłolubna i ciepłolubna (optymalna dla niej temp. to +25 °C), o bardzo dużym zapotrzebowaniu na wodę. Jeśli jest intensywnie nawożona, rośnie nawet na jałowych piaskach. W dobrych warunkach rozpoczyna kwitnienie po 40-60 dniach od zasiewu.